# Lotokot filipiński
Lotokot filipiński, lotokot, kaguan, kolugo (Cynocephalus volans) – gatunek ssaka z rodziny lotokotowatych (Cynocephalidae).

## Taksonomia
Gatunek po raz pierwszy zgodnie z zasadami nazewnictwa binominalnego opisał w 1758 roku szwedzki przyrodnik Karol Linneusz, nadając mu nazwę Lemur volans. Miejsce typowe według oryginalnego opisu to Azja (łac. Habitat in Asia), ograniczone w 1908 roku przez Oldfielda Thomasa do Filipin. Jedyny przedstawiciel rodzaju lotokot (Cynocephalus), który zdefiniował w 1768 roku holenderski przyrodnik Pieter Boddaert. Linneusz swój opis oparł na tekstach wcześniejszych autorów.
Chociaż nie opisano podgatunków C. volans, istnieje znaczna rozbieżność genetyczna sugerująca, że w obrębie C. volans są co najmniej dwa potencjalnie ukryte gatunki (wyspy Visayas kontra wyspy Mindanao i Basilan), chociaż jego radiacja jest nowsza (około 1–2,5 milionów lat temu); taksonomia wymaga ponownej oceny. Autorzy Illustrated Checklist of the Mammals of the World uznają ten takson za gatunek monotypowy.

### Etymologia
- Cynocephalus: gr. κυων kuōn, κυνος kunos „pies”; -κεφαλος -kephalos „-głowy”, od κεφαλη kephalē „głowa”[17].
- Galeopithecus (Galeopus): gr. γαλεη galeē lub γαλη galē „łasica”; πιθηκος pithēkos „małpa”[18].
- Dermopterus: gr. δερμoπτερος dermopteros „o skórzastych skrzydłach”, od gr. δερμα derma, δερματος dermatos „skóra”; πτερον pteron „skrzydło”[19].
- Pleuropterus: gr. πλευρα pleura „bok”; πτερον pteron „skrzydło”[20].
- Colugo: filipińska nazwa colugo dla lotokota[21].
- volans: łac. volans, volantis „latający”, od volare „latać”[22].

## Zasięg występowania
Lotokot filipiński jest gatunkiem południowych i wschodnich Filipin, zamieszkując wyspy: Samar, Leyte, Biliran, Maripipi, Bohol, Dinagat, Siargao, Mindanao, Basilan i Tongkil.

## Charakterystyka
Długość ciała (bez ogona) 340–420 mm, długość ogona 170–280 mm, długość ucha 29 mm, długość tylnej stopy 81–86 mm; masa ciała 1–1,5 kg (samice są większe od samców). Wzdłuż boków ciała, pomiędzy kończynami mają obszerny fałd skórny stanowiący powierzchnię nośną, którą wykorzystują przy przeskakiwaniu lotem szybowcowym z drzewa na drzewo na odległość do 150 m. 

## Tryb życia
Zamieszkuje lasy deszczowe; spotykany również na plantacjach bananowych, kokosowych i kauczukowych. Lotokoty są roślinożerne. Zjadają owoce i kwiaty, przez co traktowane są jako szkodniki. Prowadzą nadrzewny i nocny tryb życia. Samica po dwumiesięcznej ciąży rodzi jedno, czasem dwa młode.

## Status zagrożenia
W klasyfikacji IUCN lotokot filipiński dawniej zaliczany był do kategorii VU (ang. vulnerable ‘narażony’) z powodu powolnego tempa osiągania dojrzałości, ograniczania i degradacji jego obszaru występowania oraz polowań. Od 2008 jego populacja uważana jest za stabilną, a zagrożenie klasyfikowane w kategorii LC (najmniejszej troski).